# Armo
Armo (ligur nyelven Àrmo) egy olasz község a Liguria régióban, Imperia megyében. A megye legkevesebb lakosú községe.

## Földrajz
A község Imperiától 31 km-re, a Rocca delle Penne hegy lábánál helyezkedik el.

## Története
A település alapításának pontos időpontja a rendelkezésre álló régészeti leletek alapján nem állapítható meg. Neve, Aramo alakban a 13. században bukkan fel először. Említik még Almo néven is. Neve valószínűleg a kelta Aramus névből származik, mások szerint germán személynévből ered. Századokon keresztül nemesi családok birtokolták és a Genovai Köztársaság része volt. A 19. század elején Nizzához tartozott. Nizzával együtt Armo is az Olasz Királysághoz került Franciaországtól.

## Látnivalók
- 16. századi parókiatemplom

## Gazdaság
A fő  bevételi forrás a mezőgazdaság, elsősorban az olajbogyó- és szőlőtermesztés és az ezekhez kapcsolódó olivaolaj-gyártás és borászat.

## Közlekedés
Airole nem rendelkezik közvetlen autópálya-összeköttetéssel, de az A10 autópálya Imperia Est lehajtójáról elérhető. A településhez legközelebbi vasútállomás Imperia-Porto Maurizio a Ventimiglia – Genova vasútvonalon.

## Fordítás
- Ez a szócikk részben vagy egészben  az   Armo című olasz Wikipédia-szócikk fordításán alapul.  Az eredeti cikk szerkesztőit annak laptörténete sorolja fel. Ez a jelzés csupán a megfogalmazás eredetét és a szerzői jogokat jelzi, nem szolgál a cikkben szereplő információk forrásmegjelöléseként.